# Obec (Slovensko)

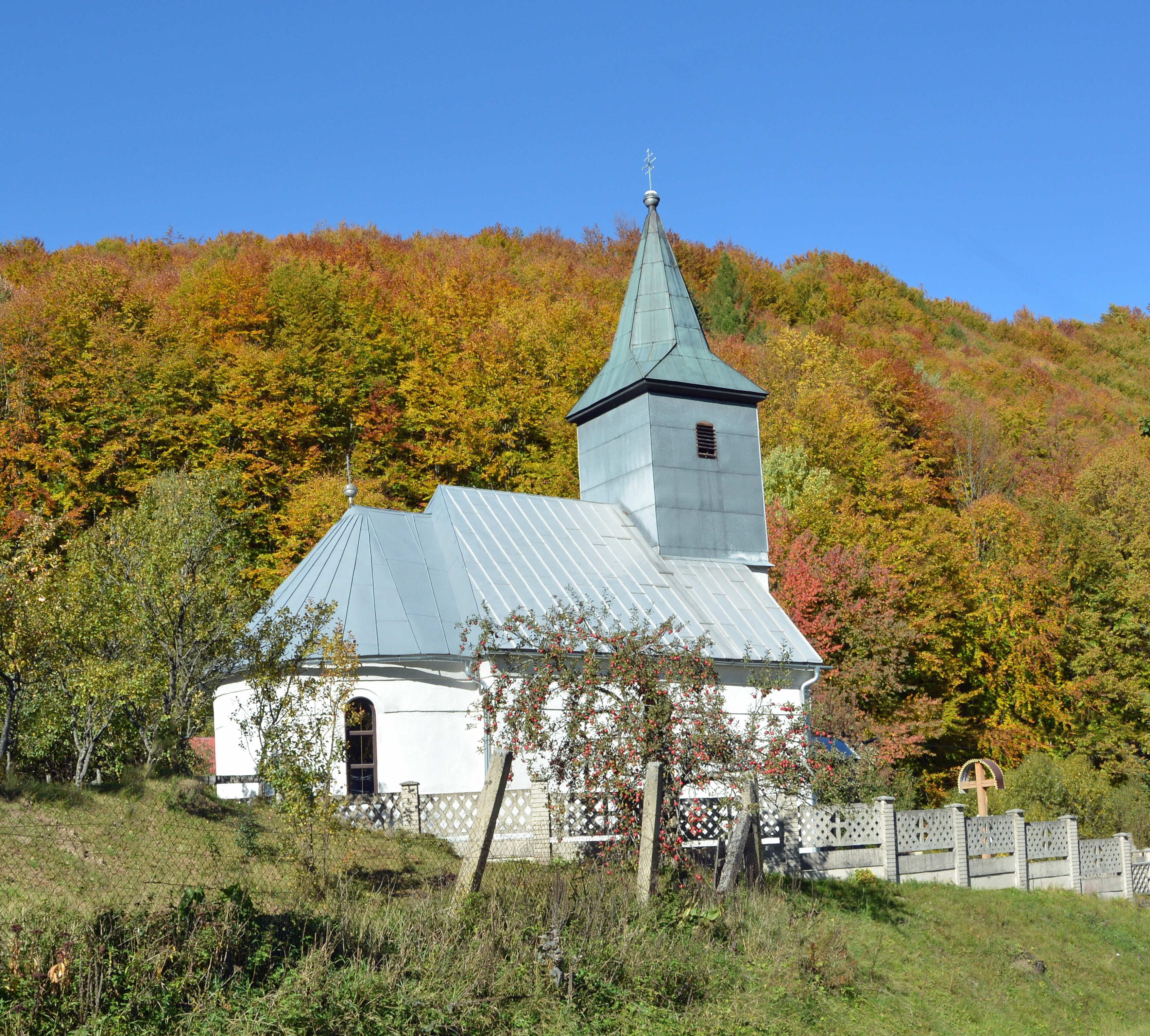
Řeckokatolický chrám sv. Jakuba ve slovenské obci Livovská Huta

Obec je na Slovensku, obdobně jako i v jiných zemích, základní územní samosprávný a správní celek. Vzhledem ke společnému vývoji Slovenska a České republiky do roku 1993 je postavení obcí v obou zemích podobné.

## Charakteristika
Obec je tvořena jedním nebo více sídly. Její území je tvořeno nejméně jedním katastrálním územím. Sdružuje občany, kteří mají na jejím území trvalý pobyt.
Některé obce na Slovensku mají postavení města. Na Slovensku je v současnosti 2 891 obcí, z toho 138 měst. V tomto počtu jsou započítané i čtyři vojenské obvody, avšak Vojenský obvod Javorina byl zrušen (k 1. lednu 2011), na jeho území však znovu vznikne obec Ľubické Kúpele. Větší obce se dále dělí na části obcí, ve městech nazývané městské části, ve venkovských sídlech místní části.

## Územní samospráva
Obce mají občany volené obecní a města městská zastupitelstva. V čele obce stojí starosta, v čele města primátor.

### Bratislava a Košice
Postavení měst Bratislava a Košice je řešeno samostatnými zákony. Obě jsou rozdělena na městské části, které si každé volí i vlastní zastupitelstvo a primátory. Zároveň však tato města mají i zastupitelstvo a primátora.

## Obecní symboly
Obce mají právo užívat vlastní symboly. Jedná se především o znak a vlajku. Právnické nebo fyzické osoby mohou tyto symboly používat výhradně se souhlasem obce.

## Působnost obcí
Do působnosti obcí patří zejména základní školství, správa místních komunikací, stavební řízení, správa majetku obce a jiné.
Podle zákona č. 369/1990 Sb. obec při výkonu samosprávy zejména:
- a) provádí úkony související s řádným hospodařením s movitým a nemovitým majetkem obce a s majetkem ve vlastnictví státu přenechaný obci do užívání,
- b) sestavuje a schvaluje rozpočet obce a závěrečný účet obce,
- c) rozhoduje ve věcech místních daní a místních poplatků a provádí jejich správu,
- d) usměrňuje ekonomickou činnost v obci, a pokud tak stanoví zvláštní předpis, vydává souhlas, závazné stanovisko, stanovisko nebo vyjádření k podnikatelské a jiné činnosti právnických osob a fyzických osob a k umístění provozu na území obce, vydává závazná stanoviska k investiční činnosti v obci,
- e) utváří účinný systém kontroly a vytváří vhodné organizační, finanční, personální a materiální podmínky pro jeho nezávislý výkon,
- f) zabezpečuje výstavbu a údržbu a provádí správu místních komunikací, veřejných prostranství, obecního hřbitova, kulturních, sportovních a dalších obecních zařízení, kulturních památek, památkových území a pamětihodností obce,
- g) zajišťuje veřejně prospěšné služby, zejména nakládání s komunálním odpadem a drobným stavebním odpadem, udržování čistoty v obci, správu a údržbu veřejné zeleně a veřejného osvětlení, zásobování vodou, odvádění odpadních vod, nakládání s odpadními vodami ze žump a místní veřejnou dopravu,
- h) utváří a chrání zdravé podmínky a zdravý způsob života a práce obyvatel obce, chrání životní prostředí, jakož i utváří podmínky pro zajišťování zdravotní péče, na vzdělávání, kulturu, osvětovou činnost, zájmovou uměleckou činnost, tělesnou kulturu a sport,
- i) plní úkoly na úseku ochrany spotřebitele a utváří podmínky pro zásobování obce; určuje nařízením pravidla času prodeje v obchodě, doby provozu služeb a spravuje tržiště,
- j) obstarává a schvaluje územně plánovací dokumentaci sídelních útvarů a zón, koncepci rozvoje jednotlivých oblastí života obce, obstarává a schvaluje programy rozvoje bydlení a spolupůsobí při utváření vhodných podmínek pro bydlení v obci,
- k) vykonává vlastní investiční činnost a podnikatelskou činnost v zájmu zajištění potřeb obyvatel obce a rozvoje obce,
- l) zakládá, zřizuje, zrušuje a kontroluje podle zvláštních předpisů své rozpočtové a příspěvkové organizace, jiné právnické osoby a zařízení,
- m) organizuje hlasování obyvatel obce o důležitých otázkách života a rozvoje obce,
- n) zajišťuje veřejný pořádek v obci; nařízením může stanovit činnosti, jejichž provádění je zakázáno nebo omezeno na určitý čas nebo na určitém místě,
- o) zajišťuje ochranu kulturních památek v rozsahu podle zvláštních předpisů a dbá o zachování přírodních hodnot,
- p) plní úkoly na úseku sociální pomoci v rozsahu podle zvláštního předpisu,
- r) provádí certifikaci listin a podpisů na listinách,
- s) vede obecní kroniku ve státním jazyce, případně i v jazyce národnostní menšiny.